# Calicogorgia granulosa
Calicogorgia granulosa är en korallart som beskrevs av Kükenthal och Gorzawsky 1908. Calicogorgia granulosa ingår i släktet Calicogorgia och familjen Acanthogorgiidae. Inga underarter finns listade i Catalogue of Life.